# Viggo Larsen
Viggo Larsen est un acteur et  cinéaste danois né à Copenhague en 1880 et mort de même en 1957.

## Biographie
D'abord sous-officier, il devient contrôleur au Biograf Theater à Copenhague. Son directeur est Ole Olsen, fondateur de la Nordisk Film, avec lequel il se lie et tourne des courts-métrages semi-documentaires dès 1906 tels que La Chasse au lion. (1907) qui eut un certain succès pour l'époque (près de 250 exemplaires vendus),et des romans-feuilletons tels que la Lutte d'une Mère contre la mort. (1907). Avec (Sherlock Holmes, 1907) il devient le deuxième comédien à avoir interprété le célèbre détective, qu'il incarna dans huit films.
Auteur également de plusieurs adaptations littéraires (La Dame aux camélias, 1907; Madame Sans-Gêne, 1909), et de métrages inspirés de Méliès. Dans Napoléon à l'île d'Elbe il incarne l'empereur avec conviction.
Entre 1911 et 1923, Larsen réalisera des films en Allemagne dont certains en collaboration avec Max Mack.

## Filmographie partielle
- 1907 : La Chasse au lion
- 1907 : La Dame aux camélias
- 1907 : Vikingeblod
- 1908 : Angelo, tyrant of Padua[1]
- 1909 : Wilhelm Tell
- 1912 : Der Eid des Stephan Huller
- 1932 : Die elf Schill'schen Offiziere